# Philipp Erasmus Reich
Philipp Erasmus Reich, född den 1 december 1717 i Laubach, död den 3 december 1787 i Leipzig, var en tysk bokhandlare.
Reich studerade yrket i Frankfurt am Main, gjorde därefter en resa till England och Sverige samt erhöll i Stockholm anställning som ledare av en bokhandel. År 1747 lämnade han Stockholm och erhöll plats i den av Georg Weidmann i Leipzig upprättade bokhandeln, som han genom energisk verksamhet lyckades upparbeta till Tysklands vid den tiden främsta affär av detta slag. Från 1762 var han delägare i firman, som nu kallades Weidmann's Erben und Reich. Reichs betydelse för den blivande tyska bokhandelsmetropolen i Leipzig, sedan Frankfurt am Main upphört att vara centrum för den litterära verksamheten i Tyskland, var så stor, att han erhållit tillnamnen "Leipzigbokhandlarnas furste" och "nationens förste bokhandlare". Han stiftade bland annat 1765 den första tyska bokhandlarföreningen, som vars ordförande han fungerade till sin död. Han utövade även en storartad förlagsverksamhet, som förde honom i nära beröring med den tidens lärde och författare, som Goethe, Wieland, Lavater, med flera, vilkas skrifter han utgav och hos vilka han åtnjöt ett stort anseende. Om hans uppehåll i Stockholm känner man däremot till så gott som inget.